# Amott legel hat pejcsikó
Az Amott legel hat pejcsikó című magyar népdalt Balla Péter gyűjtötte Tiszacsegén 1937-ben. Korai új stílusú, nem alkalmazkodó ritmusú.

## Kotta és dallam
Amott legel, amott legel, amott legel  hat pejcsikó magában.

Mind a hatnak, mind a hatnak, mind a hatnak rézbékóban a lába.

Gyere, pajtás, térítsd vissza a csikót.

Reszeljük le, reszeljük le, reszeljük le a lábáról a békót.

Lereszeltük, lereszeltük, lereszeltük a lábáról a béklyót.

Most már, pajtás, most már, pajtás, most már, pajtás, merre hajtjuk a csikót?

Arra hajtjuk, amerre ja nap leszáll.

Arra, tudom, arra, tudom, arra, tudom, a gazdája sosem jár.
A pej barnás szőrű, fekete sörényű és farkú ló. Békó = béklyó. Kodály a szövegről megjegyzi, hogy a tiszacsegei nyelvjárás nem ismeri az ë hangot.

## Felvételek
- AMOTT LEGEL. YouTube (2011. október 2.)  (Hozzáférés: 2016. április 29.) (audió) (ének)
- Amott legel, amott legel. Jártató Zenekar  YouTube (2013. december 14.)  (Hozzáférés: 2016. április 29.) (audió) 2:58-ig.
- Amott legel, amott legel / Ucca, ucca Gagybátori ucca / Cukros zabot adtam a lovamnak. Magda Imre  YouTube (1974. május 30.)  (Hozzáférés: 2016. április 29.) (audió) 1:18-ig. (citera)
- Amott legel,amott legel. YouTube (2012. február 27.)  (Hozzáférés: 2016. április 29.) (audió) (trombita)